# ناهاپت روسینیان
ناهاپت روسینیان (ارمنی: Նահապետ Ռուսինեան؛ ۱۸۱۹ – ۱۸۷۶) یک شاعر، ناشر، پزشک، سخنور، نویسنده، کنشگر سیاسی و مترجم مردم ارمنی بود.

## زندگی‌نامه
ناهاپت روسینیان از والدینی ارمنی در روستای Efkere در نزدیکی قیصریه به دنیا آمد. خانواده وی در سال ۱۸۲۸ به کنستانتینوپل نقل مکان نمودند. وی تحصیلات متوسطه را در سال ۱۸۴۰ در کنستانتینوپل به اتمام رساند. روسینیان تحصیلات پزشکی خود را در پاریس به اتمام رساند و در ۱۸۵۶م به منزلهٔ پزشک سلطنتی انتخاب شد. او همزمان سردبیر روزنامهٔ لاگازته د اورینت (La Gazette de Orient) بود و از ۱۸۷۴م، به مدت دو سال، در دانشکدهٔ پزشکی استانبول فلسفه و زبان فرانسه تدریس می‌کرد. از کارهای مهم وی می‌توان انتشار کتاب فلسفه را نام برد.

## فعالیت ادبی
ناهاپت روسینیان آثار بیشماری از آثار پدیدآورندگان فرانسوی از جمله ریبلاس ویکتور هوگو را به زبان ارمنی ترجمه نموده است.
شعر وی "کیلیکیه", از شعر فرانسوی "My Normandy" سروده Frédéric Bérat اقتباس شده که حاوی تم عاطفی و ملی‌گرایانه است. که متن ترانه یک موسیقی مشهوری به همین نام شد.

## یادداشت
1. ↑  نهاپط روسینیان